# Nationale Masculine 1
A Nationale Masculine 1 (em português:  Nacional Masculino 1), oficialmente conhecido como Championnat de France de basket-ball de Nationale masculine 1 (em português:  Campeonato Francês de Basquetebol Masculino 1) é uma competição nacional organizada pela Federação Francesa de Basquetebol (em francês:  Fédération Française de Basketball) desde 1949.
A liga corresponde ao 1º nível amador, ao mesmo tempo que corresponde ao 3º nível entre as ligas francesas (abaixo da LNB Pro A e LNB Pro B).

## Clubes Participantes 2017-18
| Clube                                  | Arena                                | Capacidade | Localização          |
| -------------------------------------- | ------------------------------------ | ---------- | -------------------- |
| ALS Basket Andrézieux-Bouthéon         | Palais des Sports                    | 2 730      | Andrézieux-Bouthéon  |
| US Aubenas Basket                      | Halle des sports                     | -          | Aubenas              |
| Stade olympique maritime boulonnais    | Salle Damrémont                      | 1 650      | Boulogne-sur-Mer     |
| Brissac Aubance Basket                 | Complexe du Marin                    | 1 200      | Brissac-Quincé       |
| Vendée Challans Basket                 | Salle Michel-Vrignaud                | 3 200      | Challans             |
| Union Basket Chartres Métropole        | Halle Jean-Cochet                    | 1 200      | Chartres             |
| GET Vosges                             | Palais des Sports                    | 2 300      | Épinal               |
| Basket Club Gries Oberhoffen           | Espace Sport La Foret                | 1 450      | Gries                |
| La Charité Basket 58                   | Centre Sportif Georges-Picq          | 690        | La Charité-sur-Loire |
| Cercle d'éducation physique de Lorient | Salle Kervaric                       | 3 800      | Lorient              |
| BC Orchies                             | Davo Pévèle Arena                    | 5 026      | Orchies              |
| Centre fédéral BB                      | Salle Marie-Thérèse-Eyquem           | 300        | Paris                |
| Rueil Athletic Club                    | Stadium                              | 1 200      | Rueil-Malmaison      |
| Saint-Quentin Basket-Ball              | Palais des Sports Pierre-Ratte       | 3 700      | Saint-Quentin        |
| Saint-Vallier Basket Drôme             | Complexe sportif des deux Rives      | 2 132      | Saint-Vallier        |
| SAP Vaucluse                           | Gymnase de la plaine sportive        | 1 200      | Avinhão              |
| Basket Club Souffelweyersheim          | Salle des Sept Arpents               | 1 500      | Souffelweyersheim    |
| Union Tarbes Lourdes PB                | Palais des sports du quai de l'Adour | 1 650      | Tarbes               |

## Títulos
| Honneur - 1950 : ASC Hellemmes - 1951 : CEP Lorient - 1952 : SCPO Paris - 1953 : não se disputou - 1954 : Stade Sotteville - 1955 : GET Vosges - 1956 : Champagne Sports - 1957 : CES Tours - 1958 : Ménilmontant - 1959 : Saint-Charles Alfortville |  | Fédérale 1 - 1960 : EBA Montbéliard - 1961 : Rupella La Rochelle 17 - 1962 : US Pont-l'Évêque - 1963 : JA Vichy - 1964 : JA Vichy - 1965 : US Métro - 1966 : no se disputó - 1967 : ASSP Neuilly-sur-Seine - 1968 : AS Berck - 1969 : JL Bourg Basket - 1970 : ASP Paris - 1971 : Etoile Oignies - 1972 : BC Montbrison |  | Nationale 3 - 1974 : FC Mulhouse Basket - 1975 : ES Avignon - 1976 : JL Bourg Basket - 1977 : CJM Bourges - 1978 : ES Chalon sur Saône - 1979 : Etoile Voiron - 1980 : SI Graffenstaden - 1981 : BC Montbrison - 1982 : US Orléans - 1983 : OS Hyères - 1984 : Hermine Nantes Atlantique - 1985 : RCM Toulouse - 1986 : AS Tarare - 1987 : AL Valence sur Baïse |  | Nationale 2 - 1988 : ASA Sceaux - 1989 : Poissy-Chatou - 1990 : CRO Lyon - 1991 : ESPE Châlons-en-Champagne - 1992 : Poissy-Chatou - 1993 : Besançon BC - 1994 : ES Chalon-sur-Saône - 1995 : RCM Toulouse - 1996 : JL Bourg Basket - 1997 : Rueil Athletic Club - 1998 : AS Bondy |  | Nationale 1 - 1999 : Saint-Quentin Basket-Ball - 2001: Saint-Quentin Basket-Ball - 2002: Stade Clermontois Basket Auvergne - 2003: SPO Rouen Basket - 2004: Quimper UJAP - 2005: Boulazac Basket Dordogne - 2006: CSP Limoges - 2007: Saint-Vallier Basket Drôme - 2008: Olympique d'Antibes Juan-les-Pins - 2009: Lille Métropole Basket Clubs - 2010: Champagne Chalons-Reims - 2011: JSA Bordeaux Basket - 2012: Étoile de Charleville-Mézières - 2013: Orchésien BC - 2014: AS Mónaco Basket - 2015: Saint-Chamond Basket Valle du Gier - 2016:Blois - 2017:Caen - 2018:Gries Oberhoffen - 2019:Dax Gamarde basket 40 - 2020: - 2021 - 2022:Hyères-Toulon - 2022:Lons-le-Saunier |

## Ligações Externas
- Sítio da Federação Francesa de Basquetebol
- Página da Liga no eurobasket.com